# Gerváz galileai herceg
Gerváz galileai herceg (franciául: Gervais de Bazoches; Franciaország, 11. század közepe – Damaszkusz, 1108 tavasza) francia nemes, keresztes lovag, 1106–1108 között Galilea és Tibériás hercege.

## Élete
Gervais de Bazoches valamikor a 11. század derekán született egy francia nemesi család fiatalabb fiúgyermekeként. Ibn al-Aszír arab történetíró szerint Gervais de Bazoches édesanyja Bouillon Gottfried és Baudouin de Boulogne nővére volt. A valóságban mindazonáltal Gervais de Bazoches egyetlen biztosan ismert hozzátartozója fivére, Hugues de Bazoches, Bazoches-sur-Vesles ura volt. A fiatal Gervais de Bazoches Mont-Notre-Dame kommuna szószólója volt.
1096-ban az első keresztes hadjárat meghirdetésekor Gervais de Bazoches csatlakozott a keresztes seregekhez. 1098 környékén Baudouin de Boulogne szolgálatába került, aki ekkoriban hozta létre az első keresztes államot, melynek ő maga lett az uralkodója. 1104-ben az immáron jeruzsálemi királyként uralkodó Baudouin de Boulogne a királyság egyik magas rangú tisztviselőjévé, sénéchaljává nevezte ki Gervais de Bazoches lovagot, minthogy az előző sénéchal, Hugues de Saint-Omer lemondani kényszerült posztjáról galileai herceggé megtétele miatt.
1106. augusztusban az előző galileai herceg halála után a jeruzsálemi uralkodó az elhalt herceg fivérét kívánta megtenni az új hercegnek. A galileai területek a királyság legfontosabb és legjelentősebb hűbérbirtokai közé tartoztak, ezért hűbéruruk személye kulcsfontosságú kérdésnek bizonyult. Gérard de Saint-Omer, a kiszemelt hercegjelölt betegsége miatt alkalmatlan volt a feladatra; I. Balduin király ezért hűségének jutalmaként Gervais de Bazoches nemest iktatta be a galileai hercegi birtokokba. A hercegség területét több irányból is muszlim támadás fenyegette: a türosziak rátörtek Toron erődjére, míg a damaszkuszi törökök az állam fővárosát, Tibériást ostromolták. A király a tibériási herceg segítségére sietett, és rövid életű fegyverszünetet kötött az ellenséggel. 1108 tavaszán kiújultak a harcok. Togtekin damaszkuszi atabég portyázó hadjáratot vezetett a galileai főváros környékére, és egy ütközet alkalmával sikerült elfognia Gerváz galileai herceget és csaknem teljes vezérkarát.
A damaszkuszi uralkodó cserét ajánlott a királynak: a foglyokat Tibériás, Akkon és Haifa városáért cserébe. Ezek a települések stratégiailag döntő szerepet játszottak a királyság életében, ezért a jeruzsálemi király elvetette Togtekin atabég ajánlatát, ugyanakkor jelezte, hogy kész váltságdíjat fizetni a galileai hercegért és a többi rabért. Az atabég viszont ezt nem találta elfogadhatónak: a foglyokat a szíriai fővárosban kivégezték, Gerváz galileai és tibériási herceg „skalpját, lobogó ősz fürtjeivel, póznán vitték a győztes muszlim sereg előtt.”
Minthogy Gerváz hercegnek a krónikák tanúsága szerint nem született gyermeke, a galileai birtokokba ismét a királynak kellett beiktatni valakit. Annak ellenére, hogy a hercegség volt a legnagyobb hűbérbirtok, I. Balduin jeruzsálemi király közel egy évig betöltetlenül hagyta a tibériási hercegi hivatalt; Gerváz galileai herceg utódját csak 1109. júniusban jelölte ki Tancrède de Hauteville normann lovag személyében, aki korábban már viselte e címet.